# Ephemerum longifolium
Ephemerum longifolium là một loài rêu trong họ Ephemeraceae. Loài này được Schimp. mô tả khoa học đầu tiên năm 1860.